# TOKYOてやんでぃ
『TOKYOてやんでぃ』は日本の映画、またはその原作舞台及び上演台本。

## 映画版
『TOKYOてやんでぃ～The StoryTeller's Apprentice～』

- 監督：神田裕司/原作：うわの空・藤志郎一座/脚本：村木藤志郎 土田真巳 神田裕司
- 主題歌：「東京ホライズン-Day&Day-」DaizyStripper
- 2013年公開 ぴあ初日満足度ランキング1位（2013.2.23）
- 2014年1月8日DVDリリース

### キャスト
- ノゾエ征爾（はえぎわ）
- 南沢奈央
- 有坂来瞳(友情出演)
- 黒田福美
- 伊藤克信
- 池田鉄洋
- ラサール石井
- でんでん
- 石井正則（アリtoキリギリス）
- 千太郎（西麻布ヒルズ）
- 中村昌也
- 平沼紀久
- 山田清貴
- 佐藤栞菜
- 村木藤志郎（うわの空・藤志郎一座）
- 里見要次郎
- 泉堅太郎
- 金原亭世之介
- 夕霧（DaizyStripper）
- 白須慶子
- 三谷昇
- 真野響子
- 安達祐実(友情出演)
- 小松政夫

### スタッフ
- 監督：神田裕司
- 製作：嶋田豪 林瑞峰 鈴木浩司 小浜圭太郎 若山泰親
- プロデューサー：関顕嗣 高津戸顕 北田陽子
- 協力プロデューサー：丸山恵子 宇野航
- 原作：うわの空・藤志郎一座
- 脚本：村木藤志郎 土田真巳 神田裕司
- 演出補：小林宏治
- 撮影監督：藍河兼一
- 照明：田中充
- 録音：坂上賢治

美術協力：大庭勇人
- 音楽：神尾憲一
- 編集:藤田真一
- 音響効果：太田正一
- AP＆キャスティング：林真弓子
- 制作担当：行弘拓路
- 演出助手：土田準平
- 衣裳：千代田圭介 十河誠
- ヘアメイク：矢崎麻衣
- 落語監修：金原亭世之介
- 三味線指導：満利江
- 配給宣伝プロデューサー：佐藤嘉一
- 制作プロダクション：アイエス・フィールド／制作協力：アーティット
- 製作：TOKYOてやんでぃ製作委員会

## 舞台版
劇舎 團 (うわの空・藤志郎一座の前身の劇団)
『悲しみにてやんでぃ』初演　作・演出：村木藤志郎(以下全公演)
- 1998年 銀座小劇場

劇団うわの空・藤志郎一座
『悲しみにてやんでぃ』
- 2000年5月20日～28日 タイニイ・アリス 16ステージ
- 2004年8月5日～29日 サンモールスタジオ 32ステージ
- 2009年10月3日～12日 アイピット目白 14ステージ 小栗由加主演・主人公女性バージョン

『TOKYOてやんでぃ』
- 2013年3月2日～17日 タイニイ・アリス 18ステージ 西村晋弥主演
- 2013年8月9日～11日 タイニイ・アリス 5ステージ

## 原作戯曲
村木藤志郎著